# Fate for Breakfast
Fate for Breakfast är Art Garfunkels fjärde soloalbum, utgivet i mars 1979. Albumet är producerat av Louie Shelton.
Albumet har en undertitel; längst ner på baksidan står det Doubt For Dessert.
”Since I Don’t Have You” var en hit för The Skyliners 1959.
Enligt uppgift i Myggans nöjeslexikon finns LP-skivan med sex stycken olika omslag (ibland tittar Garfunkel åt vänster, ibland har han fingret i munnen o.s.v.)
På den första LP-utgåvan är inte ”Bright Eyes” med, den lades på senare när den blivit en hit. I USA kom den inte med på albumet förrän det gavs ut på CD. (I USA återfinns den istället på nästföljande LP Scissors Cut.)
Inspelningen av ”Bright Eyes” är en nyinspelning. Originalversionen – som är lika med filmversionen i den animerade långfilmen Den långa flykten – är en annorlunda inspelning.
”Miss You Nights” har bland andra också spelats in av Cliff Richard.
Albumet nådde Billboard-listans 67:e plats.
På Englandslistan nådde albumet 2:a plats.

## Låtlista
Singelplacering i Billboard inom parentes. Placering i England=UK
1. ”In A Little While (I'll Be On My Way)”  (Dennis Belfield)
2. ”Since I Don't Have You” J. Beaumont/J. Vogel/W. Lester/J. Taylor/J. Verscharen/J. Rock/L. Martin) (#53, UK# 38)
3. ”And I Know” (Michael Sembello/David Batteau)”
4. ”Sail On A Rainbow” (Stephen Bishop)
5. ”Miss You Nights” (Dave Townsend)
6. ”Bright Eyes” (Mike Batt) (UK# 1)
7. ”Finally Found A Reason” (Michael Sembello/David Batteau/Rick Bell/Craig Bickhardt)
8. ”Beyond The Tears” (Bob Gundry/Jeffrey Comanor)
9. ”Oh How Happy” (C. Hatcher)
10. ”When Someone Doesn't Want You” (Jeffrey Staton)
11. ”Take Me Away” (Lance Gullickson/Grant Gullickson)